# Водафон Парк
«Водафон Парк» (тур. Vodafone Park) — багатофункціональний стадіон у місті Стамбул, Туреччина, домашня арена ФК «Бешикташ».

## Загальний опис
Стадіон побудований протягом 2013—2016 років та відкритий 11 квітня 2016 року на місці колишнього стадіону «Бешікташу» «Іненю». Як під час будівництва, так і під час експлуатації арена притримується концепції мінімально можливого впливу на довкілля і має сертифікат «зеленої будівлі». Споруда побудована виключно з будівельних матеріалів, які сертифіковані згідно всіх екологічних норм як екологічно безпечні та екологічно нейтральні, а процес будівництва здійснений за рахунок використання сучасних стабільних технологій. Під час будівництва дотримано принципу зменшення споживання енергії від невідновлюваних джерел енергії шляхом зменшення відходів та оптимізації наявних ресурсів. Бетонні та металеві конструкції старого стадіону «Іненю» були використані повторно при спорудженні нової арени. Залишкові матеріали розділені на категорії та використані при будівництві інших об'єктів. Всі «зелені» вимоги також мають бути дотримані під час подальших реконструкцій та демонтажу арени після завершення її експлуатації. На даху арени встановлено сонячні панелі, які щодоби виробляють об'єм електроенергії, еквівалентний її витратам близько 100 приватних житлових будинків. Функціонування цієї фотоелектричної системи зменшує викиди CO₂ на 250 т. На арені встановлені спеціальні резервуари для збору дощової води, яка використовується для поливу газону та інших цілей.

## Пам'ятка архітектури
Стадіон «Іненю», на місці якого споруджено «Водафон Парк», мав статус пам'ятки архітектури. При спорудженні нової арени було збережено окремі елементи його конструкції. Зокрема, від старого стадіону збережено трибуну на 7 962 місць, дві вежі ліворуч та праворуч від нової основної трибуни та металеві ворота між ними.

## Назва
Назва арени «Водафон Парк» пов'язана із укладеною комерційною угодою з телекомунікаційною компанією «Vodafone». Окрім спонсорських зобов'язань у розмірі $ 145 млн, компанія взяла на себе утримання високотехнологічної інфраструктури стадіону. Протягом 2016—2017 років стадіон носив назву «Водафон Арена». Однак, згідно указу президента Туреччини Реджепа Таїпа Ердогана, у 2017 році із назви прибрано слово «арена», яке замінене на «парк». Таким чином, арену перейменовано на «Водафон Парк».

## Відзнаки
У 2015 році стадіон нагороджений премією «Зелена економіка» у номінації «Екологічно чиста спортивна споруда». «Водафон Парк» також нагороджений відзнакою «Стадіон року 2016».
Окрім футбольних матчів, арена приймає змагання з різних видів спорту та культурні заходи, зокрема концерти зірок світового масштабу.